# Bangkoki metró
A bangkoki metró (thai: รถไฟฟ้ามหานคร, kiejtve: [rót faj fáː mahǎː nákʰɔːn], angol rövidítés: MRT) Thaiföld fővárosában, Bangkokban működő földalatti, melynek első szakaszát 2004. július 3-án adták át. Ez a 20 km hosszúságú vonal Hua Lamphong és Bang Sue között található. Az elmúlt években a hálózat tovább bővült, 2019-re 45 km, 2023-ra pedig 135,9 km hosszúságúra nőtt. 2023 óta négy vonal üzemel és két vonal áll építés alatt. A tervek szerint a teljes metróhálózatnak hossza 225 km lesz.

## Megállók
A megállók nevei, hivatalos rövidítésük, thai nevük és a megálló közelében fekvő más tömegközlekedési lehetőség, bevásárlóközpont stb: 
- Bang Sue (BAN, สถานีบางซื่อ) – vasútállomás és vasúti csomópont
- Kamphaeng Phet (KAM, สถานีกำแพงเพชร) – Chatuchak (Csatucsak)-hétvégi piac
- Chatuchak Park (CHA, สถานีสวนจตุจักร) – átszállási lehetőség a magasvasúthoz (Bangkok Skytrain - Mo Chit megálló)
- Phahon Yothin (PHA, สถานีพหลโยธิน) – bevásárlóközpont és a Szt. János Egyetem
- Lat Phrao (LAT, สถานีลาดพร้าว)
- Ratchadaphisek (RAT, สถานีรัชดาภิเษก)
- Sutthisan (SUT, สถานีสุทธิสาร)
- Huai Khwang (HUI, สถานีห้วยขวาง)
- Thailand Cultural Centre (CUL, สถานีศูนย์ วัฒนธรรมแห่งประเทศไทย) –  bevásárlóközpontok: Jusco, Carrefour, Robinson
- Phra Ram 9 (RAM, สถานีพระราม 9) – bevásárlóközpontok: Fortune Town, IT mall
- Phetchaburi (PET, สถานีเพชรบุรี) –  Makkasan vasútállomás és átszállási lehetőség a Suvarnabhumi repülőtér gyorsvasútjához
- Sukhumvit (SUK, สถานีสุขุมวิท) – átszállási lehetőség a magasvasúthoz (Bangkok Skytrain - Asok megálló)
- Queen Sirikit National Convention Center (SIR, สถานีศูนย์การประชุมแห่งชาติสิริกิติ์) –  az Értéktőzsde
- Khlong Toei (KHO, สถานีคลองเตย)
- Lumphini (LUM, สถานีลุมพิน) – Suan Lum Night Bazaar és a Lumphini park (Suan Lumphini).
- Si Lom (SIL, สถานีสีลม) – átszállási lehetőség a magasvasúthoz (Bangkok Skytrain - Sala Daeng megálló); Lumphini park
- Sam Yan (SAM, สถานีสามย่าน) – Chulalongkorn-Egyetem
- Hua Lamphong (HUA, สถานีหัวลำโพง) – Hua Lamphong vasúti pályaudvar (SRT)

## Fordítás
- Ez a szócikk részben vagy egészben  a   Bangkok Metro című német Wikipédia-szócikk fordításán alapul.  Az eredeti cikk szerkesztőit annak laptörténete sorolja fel. Ez a jelzés csupán a megfogalmazás eredetét és a szerzői jogokat jelzi, nem szolgál a cikkben szereplő információk forrásmegjelöléseként.

### Hivatalos oldalak
- Mass Rapid Transit Authority of Thailand Archiválva 2019. szeptember 15-i dátummal a Wayback Machine-ben
- Bangkok MRT Master Plan - Office of Transport and Traffic Policy Planning
- Bangkok Metro Company Limited

### Nem hivatalos oldalak
- MRT site at Transit Bangkok
- Bangkok mass transit
- Unofficial technical data

### Letöltések
- Download a map of MRT, BTS, Khlong boats and Chao Phraya Express